# Associazione Calcio Sambonifacese 2009-2010
Questa pagina raccoglie i dati riguardanti l'Associazione Calcio Sambonifacese nelle competizioni ufficiali della stagione 2009-2010.

## Stagione
Nella stagione 2009-2010 la squadra partecipa alla seconda stagione consecutiva in Seconda Divisione e per la terza volta consecutiva alla Coppa Italia Lega Pro. In campionato si rende protagonista di un ottimo girone di andata che la posiziona stabilmente nei primi posti della classifica, ma sul finale di stagione, a seguito di un girone di ritorno nel quale colleziona pochissimi punti, si ritrova coinvolta nella lotta per non retrocedere ma riesce a concludere la corsa all'11º posto, salvandosi dalla roulette dei play-out per due punti. In Coppa Italia Lega Pro supera la fase eliminatoria a gironi ma viene eliminata per 2-1 dall'Hellas Verona nel Primo turno della Fase 1 ad eliminazione diretta.
Il 25 febbraio 2010 la società è stata diffidata, multata di 10000,00 € e penalizzata di 1 punto in classifica per irregolarità amministrative. Il presidente Mazzon Maurizio e il vicepresidente Castagnaro Alberto sono stati inoltre inibiti di rispettivi 6 e 3 mesi.

## Divise e sponsor
Lo sponsor ufficiale per la stagione 2009-2010 è Datacol.
| Casa | Trasferta |

## Rosa
Aggiornata al 5 febbraio 2010.
| N. |                    | Ruolo | Calciatore           |
| -- | ------------------ | ----- | -------------------- |
|    | Italia (bandiera)  | P     | Giacomo Fantin       |
|    | Italia (bandiera)  | P     | Luca Milan           |
|    | Italia (bandiera)  | P     | Nicola Scarsetto     |
|    | Italia (bandiera)  | D     | Nicola Barbetti      |
|    | Italia (bandiera)  | D     | Luca Beghin          |
|    | Italia (bandiera)  | D     | Alessandro Castellan |
|    | Italia (bandiera)  | D     | Simone Dal Degan     |
|    | Italia (bandiera)  | D     | Fabio Fiorotto       |
|    | Italia (bandiera)  | D     | Nicola Greghi        |
|    | Italia (bandiera)  | D     | Giovanni Orfei       |
|    | Italia (bandiera)  | D     | Nicola Pimazzoni     |
|    | Italia (bandiera)  | D     | Paolo Sarzi          |
|    | Italia (bandiera)  | D     | Simone Smania        |
|    | Croazia (bandiera) | D     | Dalibor Višković     |
|    | Italia (bandiera)  | C     | Alberto Creati       |

| N. |                    | Ruolo | Calciatore               |  |
| -- | ------------------ | ----- | ------------------------ |  |
|    | Italia (bandiera)  | C     | Giacomo Pettarin         |  |
|    | Italia (bandiera)  | C     | Gaetano Porcino          |  |
|    | Italia (bandiera)  | C     | Claudio Sarzi            |  |
|    | Italia (bandiera)  | C     | Gerardo Schettino        |  |
|    | Italia (bandiera)  | C     | Lorenzo Staiti           |  |
|    | Italia (bandiera)  | C     | Edoardo Tartabini        |  |
|    | Italia (bandiera)  | C     | Andrea Tecchio           |  |
|    | Italia (bandiera)  | C     | Ivan Tisci               |  |
|    | Italia (bandiera)  | A     | Andrea Brighenti         |  |
|    | Brasile (bandiera) | A     | Oliveira Gonçalves Dimas |  |
|    | Italia (bandiera)  | A     | Maurizio Fantin          |  |
|    | Italia (bandiera)  | A     | Alberto Giusti           |  |
|    | Italia (bandiera)  | A     | Gabriele Graziani        |  |
|    | Italia (bandiera)  | A     | Stefano Pietribiasi      |  |
|    | Italia (bandiera)  | A     | Jacopo Ravasi            |  |

## Risultati

### Campionato

#### Girone di andata
| 23 agosto 2009 1ª giornata | Pro Vercelli | 0 – 3 | Sambonifacese |  |

| 30 agosto 2009 2ª giornata | Sambonifacese | 2 – 1 | Carpenedolo |  |

| 6 settembre 2009 3ª giornata | Feralpisalò | 2 – 2 | Sambonifacese |  |

| 13 settembre 2009 4ª giornata | Sambonifacese | 1 – 1 | Spezia |  |

| 20 settembre 2009 5ª giornata | Sambonifacese | 0 – 0 | Rodengo Saiano |  |

| 27 settembre 2009 6ª giornata | Pavia | 1 – 0 | Sambonifacese |  |

| 4 ottobre 2009 7ª giornata | Sambonifacese | 2 – 2 | Pro Belvedere |  |

| 11 ottobre 2009 8ª giornata | Südtirol | 1 – 1 | Sambonifacese |  |

| 18 ottobre 2009 9ª giornata | Sambonifacese | 3 – 1 | Pro Sesto |  |

| 25 ottobre 2009 10ª giornata | Valenzana | 0 – 1 | Sambonifacese |  |

| 1º novembre 2009 11ª giornata | Sambonifacese | 1 – 2 | Crociati Noceto |  |

| 8 novembre 2009 12ª giornata | Alghero | 2 – 1 | Sambonifacese |  |

| 15 novembre 2009 13ª giornata | Olbia | 1 – 2 | Sambonifacese |  |

| 22 novembre 2009 14ª giornata | Sambonifacese | 0 – 2 | Legnano |  |

| 29 novembre 2009 15ª giornata | Mezzocorona | 1 – 2 | Sambonifacese |  |

| 6 dicembre 2009 16ª giornata | Sambonifacese | 1 – 2 | Canavese |  |

| 13 dicembre 2009 17ª giornata | Villacidrese | 1 – 2 | Sambonifacese |  |

#### Girone di ritorno
| 20 dicembre 2009 18ª giornata | Sambonifacese | 2 – 1 | Pro Vercelli |  |

| 10 gennaio 2010 19ª giornata | Carpenedolo | 1 – 1 | Sambonifacese |  |

| 17 gennaio 2010 20ª giornata | Sambonifacese | 5 – 1 | Feralpisalò |  |

| 24 gennaio 2010 21ª giornata | Spezia | 0 – 1 | Sambonifacese |  |

| 31 gennaio 2010 22ª giornata | Rodengo Saiano | 1 – 1 | Sambonifacese |  |

| 14 febbraio 2010 23ª giornata | Sambonifacese | 1 – 2 | Pavia |  |

| 21 febbraio 2010 24ª giornata | Pro Belvedere | 0 – 0 | Sambonifacese |  |

| 28 febbraio 2010 25ª giornata | Sambonifacese | 1 – 3 | Südtirol |  |

| 7 marzo 2010 26ª giornata | Pro Sesto | 1 – 3 | Sambonifacese |  |

| 14 marzo 2010 27ª giornata | Sambonifacese | 2 – 0 | Valenzana |  |

| 28 marzo 2010 28ª giornata | Crociati Noceto | 1 – 1 | Sambonifacese |  |

| 3 aprile 2010 29ª giornata | Sambonifacese | 1 – 1 | Alghero |  |

| 11 aprile 2010 30ª giornata | Sambonifacese | 2 – 1 | Olbia |  |

| 18 aprile 2010 31ª giornata | Legnano | 0 – 2 | Sambonifacese |  |

| 25 aprile 2010 32ª giornata | Sambonifacese | 1 – 5 | Mezzocorona |  |

| 2 maggio 2010 33ª giornata | Canavese | 1 – 1 | Sambonifacese |  |

| 9 maggio 2010 34ª giornata | Sambonifacese | 1 – 1 | Villacidrese |  |